# Richard Lourie
Richard Lourie (ur. 16 lipca 1940 w Cambridge, Massachusetts) – amerykański tłumacz, pisarz i krytyk literacki.

## Życiorys
Urodził się w rodzinie litewskich imigrantów żydowskiego pochodzenia.  Rozpoczął studia na wydziale anglistyki na Uniwersytecie Bostońskim, gdzie jednym z jego wykładowców był Robert Lowell. Niedługo po rozpoczęciu studiów przeniósł się na Uniwersytet Kalifornijski w Berkeley. W 1960 roku poznał Czesława Miłosza, od którego uczył się teorii przekładu. Za jego radą zdecydował się zarabiać w ten sposób na życie.
W 1969 roku uzyskał stopień doktora nauk humanistycznych za pracę poświęconą Andriejowi Siniawskiemu.
Był doradcą Hillary Clinton w sprawach rosyjskich w trakcie prawyborów prezydenckich Partii Demokratycznej w 2008 roku. W maju 2013 przyleciał samolotem na III Międzynarodowy Festiwal Literacki im. Czesława Miłosza w Krakowie.

## Dydaktyka
W latach 1969–1972 pracował na Uniwersytecie Kalifornijskim w Santa Cruz. W latach 1973–1974 był stypendystą na Cornell University, a następnie otrzymał stypendium naukowe na Harvardzie (w latach 1975–1977 i 1983–1985).

## Tłumaczenia
Lourie tłumaczył na język angielski literaturę polską i rosyjską. Wśród ponad 40 tytułów są m.in. Mój wiek Aleksandra Wata, czy Widzenia nad Zatoką San Francisco Czesława Miłosza.
Na język angielski przetłumaczył m.in. teksty Aleksandra Wata, Czesława Miłosza, Tadeusza Konwickiego, Kazimierza Brandysa, Janusza Korczaka, Henryka Grynberga, Jarosława Iwaszkiewicza, Stanisława Barańczaka. W 1982 roku przetłumaczył na język angielski wraz z Anthonym Miloszem film dokumentalny Robotnicy ’80, wyświetlany w Nowym Jorku.

## Twórczość literacka
W 1973 roku wydana została jego pierwsza książka Sagittarius in Warsaw, która otrzymała nagrodę im. Josepha Hanry’ego Jacksona. Kolejną powieścią był thriller szpiegowski First Loyalty, wydany w 1983 roku, który został przetłumaczony na 11 języków i otrzymał nominację do Nagrody Pulitzera.
Kolejną książką była Grawitacja zero, wydana w 1985 roku.
Światową sławę zapewniła mu powieść Drapieżca. Polowanie na diabła, wydana w 1993 roku, która opisywała proces Andrieja Czikatiły. Wydana w 1999 roku Autobiografia Stalina także odniosła ogromny sukces.
Ostatnia książka to Wstręt do tulipanów, wydana w 2007 roku.
Lourie prowadzi rubrykę w „The Moscow Times”, a jego artykuły ukazywały się w takich gazetach, jak „The New York Times”, czy „The Washington Post”.
Twórczość oryginalna:
- Sagittarius in Warsaw (1973)
- First Loyalty (1983)
- Grawitacja zero (1985)
- Drapieżca. Polowanie na diabła (1993)
- Autobiografia Stalina (1999)
- Wstręt do tulipanów (2007)

Literatura faktu:
- Russia Speaks: An Oral History From the Revolution To The Present (1989)
- Biografia Andrieja Sacharowa (2002)